# 19367 Pink Floyd
19367 Pink Floyd — астероїд головного поясу, відкритий 3 грудня 1997 року.
Тіссеранів параметр щодо Юпітера — 3,478.
Названо на честь Pink Floyd (укр. Пінк Флойд) — британського рок-гурту, провідного представника жанрів психоделічного та прогресивного року.